# 뉴턴 OS
뉴턴 OS는 애플이 1993년부터 1997년까지 생산한 애플 뉴턴 PDA를 위한 운영 체제다. 뉴턴 OS는 완전히 C++로 작성되었으며, 사용 가능 메모리를 효율적으로 관리하고 전력 소모를 줄였다. 옛날의 애플 매킨토시와 비슷하게, 많은 애플리케이션은 ROM에 작성되었고, 사용자 애플리케이션은 DRAM이나 플래시 메모리에 저장되었다.

## 기능
뉴턴 OS는 당시 맥 OS조차도 가지고 있지 않던 많은 인터페이스 요소 및 기능을 가지고 있었다. 이런 뉴턴 OS의 기능은 이후 나온 맥 OS에 탑재되었다.
- 사운드 - 메뉴나 아이콘을 클릭할 때 소리가 난다. 이 기능은 맥 OS 8에 탑재되었다.
- 아이콘 - 매킨토시의 데스크톱과 같이 애플리케이션을 열 때 아이콘을 사용한다.
- 탭 문서 - 최근의 브라우저와 같이, 문서의 제목은 오른쪽에 작은 탭으로 나타난다.
- 스크린 돌리기 - 뉴턴 2.0에서는 그림을 그리거나 워드 처리를 할 때 화면을 돌릴 수 있다.
- 파일 문서 - 노트와 그림은 분류할 수 있다.
- 문서 인쇄 - 뉴턴의 문서는 인쇄할 수 있다.
- 문서 전송 - 인터넷, 이메일, 팩스를 이용해서 문서를 다른 뉴턴으로 전송할 수 있다.
- 메뉴 - 맥 OS의 메뉴랑 비슷하지만, 뉴턴의 메뉴는 스크린 아래에 작은 직사각형 버튼으로 존재한다.

뉴턴의 많은 기능들은 이후 펜 컴퓨팅의 역사에 많은 영향을 끼쳤다.

## 소프트웨어
뉴턴 PDA의 출시 이후, 개발자들은 뉴턴 OS의 API보단 아직도 윈도우나 매킨토시용으로의 개발에만 관심이 있었다. 2년 동안 뉴턴 OS를 위한 프로그램은 거의 개발되지 않았다. 그 후 뉴턴의 실망스러운 필기 인식 기능을 향상시켜주는 도구 등이 서드 파티 개발자들을 통해 만들어졌다.

### 뉴턴 OS에 기본 탑재된 소프트웨어들
- Works - 그림 그리기, 워드 프로세싱 등을 해주는 소프트웨어, 페이지 분할, 스펠링 체크등의 기능 있음.
- Notes - 체크리스트 등을 작성하는데 사용.
- Dates - 일정을 잡거나 이벤트를 기록하는데 쓰이는 달력 프로그램.
- Names - 연락처를 다양한 포맷으로 저장할 수 있는 프로그램.
- Formulas - 단위 및 환율 환산을 할 수 있는 프로그램.
- Calculator - 제곱곤, 퍼센트등의 기본 계산을 할 수 있는 프로그램.
- Clock - 작은 시계 프로그램, 알람, 타이머 등의 기능 포함.

## 버전 역사
| 배포 일자           | OS 버전 |
| ------------------- | ------- |
| 1993년 8월 3일      | 1.0     |
| 1993년 10월 30일    | 1.1     |
| 1993년 11월 29일(?) | 1.2     |
| 1994년 3월 4일      | 1.3     |
| 1996년 3월 14일     | 2.0     |
| 1997년 3월 21일     | 2.1     |

## 필기 인식
뉴턴의 초기 필기 인식 소프트웨어는 필기 인식이 제대로 안 돼서 많은 비판을 받았지만. OS 버전 2.0이 출시되면서, 필기 인식 기능이 크게 향상되었다. 현재 뉴턴의 필기 인식은 출시된지 10년도 넘은 현재까지도 최고의 필기 인식으로 평가받고 있다.

## 뉴턴스크립트
뉴턴 OS는 C++로 작성된 애플리케이션과 함께 사용자 친화적 언어인 뉴턴스크립트로 작성된 애플리케이션을 사용할 수 있다.

## 같이 보기
- 애플 뉴턴
- EMate 300
- 펜 컴퓨팅
- IOS